# Castell de Tornos
El castell de Tornos està situat al municipi de Tornos, a l'Aragó, concretament a la comarca del Jiloca en una muntanya a 1109 metres sobre el nivell del mar i domina el Campo de Bello, la llacuna de Gallocanta i la frontera amb Castella. De gran importància en la defensa de les terres aragoneses, car s'hi troba fronterera. És la primera línia dintre del sistema defensiu dels llogarets de Daroca, juntament amb altres fortaleses com el Castell de Peracense, el de Santed. Albarrasí o la mateixa ciutat de Daroca.

## Història
El castell es va construir sobre un assentament antic, possiblement d'origen celtibèric. El 1200 fou entregat per la reina vídua Sançaal seu fill Pere el Catòlic. El monarca nomenava els alcaides. Se sap que Jaume el Just va nomenar Ximénez de Iranzo i Sánches de Sotes en aquest càrrec el 1295. El 1301 fou nomenat Jimeno Sánchez de Alfambra amb una renda anual de mil sous jaquecos anuals, posteriorment es va nomenar García Sánchez de Foces a qui se li va atorgar l'alcaidia mentre visqués com a premi pels seus serveis amb la mateixa quantitat de sous que sortirien de les rendes de Daroca. Pere el Cerimoniós va nomenar alcaides a Gonzalo Rodríguez de Moros, a Jaime de Oblitis i a Domingo Marcuello.
El 1346 Pere el Cerimoniós va disposar que Gil Mateo, procurador de la comunitat de Daroca, s'encarregués de fer les obres necessàries per a disposar el castell en cas de setge, així com la construcció d'una cisterna.
El 1347 Tornos fou clau en un moment delicat per a la corona. L'alcaide, el cavaller de Daroca Domingo Marcuello, es va negar a entregar el castell als rebels unionistes que s'havien fet forts al castell de Berrueco i presionaven al rei Pere per tal que els entregués un seguit de castells. A més, Marcuello fou un dels cavallers que van acompanyar a Lope de Luna a la batalla d'Épila de 1348 contra aquests unionistes revoltats.
Una branca dels Luna es va instal·lar a Tornos des del segle xiv. Amb la unió dinàstica castellanoaragonesa al segle xv i l'entrada de noves armes de foc, el castell va caure progressivament en desús i fou abandonat.
El 1998 es va fer una posada al dia dels estudis bibliogràfics sobre el castell, així com un plànol i un alçat, tot a càrrec del Centro de Estudios del Jiloca.

## Construcció
Poques són les restes que es conserven avui dia. De l'època celtibèrica només en resta una part del basament de la muralla. D'època medieval queden les restes de tres torres i un mur, així com un passadís de roca que comunicava les dues terrasses que formen el capdamunt de la muntanya i segurament també les restes de la cisterna que va manar construir Pere III el 1347.